# Nyota Uhura

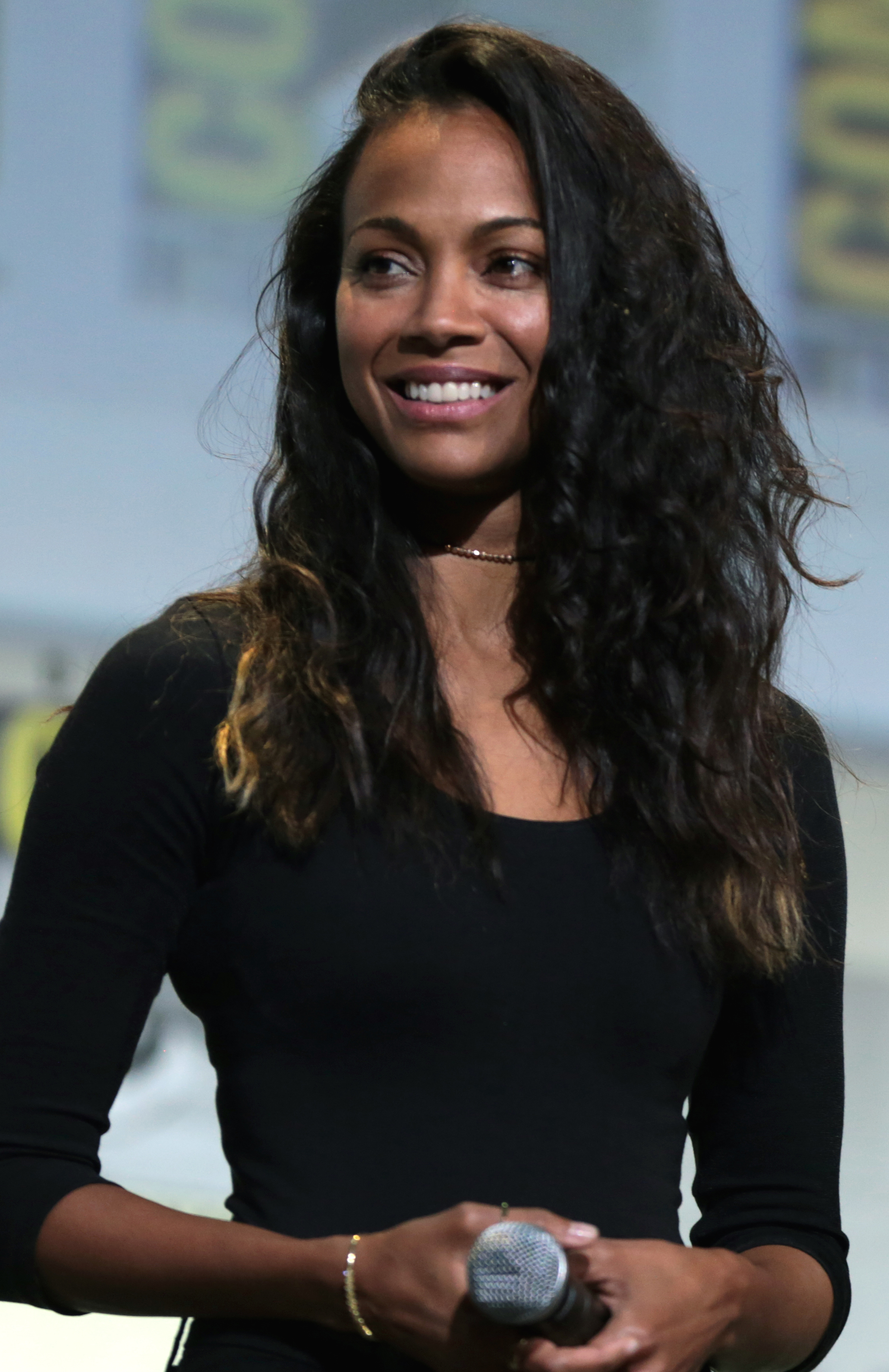
Zoe Saldana, druhá představitelka Nyoty Uhury

Nyota Uhura je fiktivní postava ze sci-fi světa Star Treku. Působí především jako komunikační a spojovací důstojnice hvězdné lodi USS Enterprise.
První představitelkou Nyoty Uhury byla Nichelle Nicholsová, která ji hrála v původním seriálu Star Trek (1966–1969). Roli si zopakovala i ve stejnojmenném animovaném seriálu z let 1973–1974 a v následujících šesti hraných celovečerních snímcích (do roku 1991). Záběry z nejstaršího seriálu byly rozsáhle použity i v díle „Další trable s tribbly“ (1996) seriálu Star Trek: Stanice Deep Space Nine. V rebootové filmové sérii hraje Uhuru od roku 2009 Zoe Saldana. A od roku 2022 v prequelovém seriálu s podtitulem Strange New Worlds hraje Uhuru, ještě jako kadeta, Celia Rose Gooding. 

## Životopis
Uhura pochází ze Spojených států afrických, konkrétně z Keni a vyrostla poblíž jezera Simbi. Její mateřskou řečí je svahilština. Je nedílnou součástí posádky USS Enterprise od událostí v epizodě „Past na muže“, kde vystupovala v hodnosti poručíka. Postupem času získala hodnost komandéra.
Její specializací a pracovní náplní je ovládání komunikačních zařízení. V původním seriálu Star Trek je vždy k vidění u komunikačního pultu za kapitánovým křeslem. Velmi bravurně dokáže kódovat i dekódovat různé zprávy, hovoří dlouhou řadou jazyků a rozpoznává i různé signály.
Není velkou výjimkou, že Uhura je součástí výsadku po boku kapitána Jamese Kirka, pana Spocka a doktora McCoye. Téměř pravidlem ale bylo, že jí patřila zvýšená pozornost bytostí, se kterými se výsadek setkal.

## Vývoj postavy
Gene Roddenberry, tvůrce Star Treku, měl od samého počátku jasnou vizi posádky s mezinárodní a meziplanetární účastí. Země měla v seriálu působit vlastně jako jeden národ a rasa – člověk. Proto chtěl, aby na můstku byl zástupce černé pleti. Televizní společnost NBC proti tomu protestovala, ale Uhura se přesto objevila již v druhém pilotním díle.
Nicholsová plánovala své působení v původním seriálu ukončit s první řadou roku 1967. Po rozhovoru s Martinem Lutherem Kingem, který jí vysvětlil, že je vzorem pro černošskou komunitu, se rozhodla setrvat.
Její jméno je kombinací svahilských slov: nyota je hvězda, uhura znamená svoboda.